# Sergueï Navachine
Sergueï Gavrilovitch Navachine (en russe: Серге́й Гаври́лович Нава́шин; en allemand: Sergei Gawrilowitsch Nawaschin), né le 2 (14) décembre 1857 à Tsariovchtchina dans le gouvernement de Saratov et mort le 10 décembre 1930 à Dietskoïe Selo, près de Pétrograd, est un botaniste russe et soviétique, spécialiste de cytologie et d'embryologie végétales qui fut professeur à l'université de Kiev à partir de 1894, membre de l'Académie bavaroise des sciences, académicien de l'Académie des sciences de Russie à partir de 1918 (dont il était membre-correspondant depuis 1901) et membre de l'Académie des sciences d'Ukraine à partir de 1924.
Il découvre en 1898 à la double fertilisation des plantes à fleurs. Il s'est intéressé à la morphologie des chromosomes. Il est l'auteur de nombreuses publications sur la mycologie et l'anatomie comparée.

## Quelques publications
- (de) Resultate einer Revision der Befruchtungsvorgänge bei Lilium martagon und Fritillaria tenella (1898)
- (de) Ueber den feineren Bau und Entwicklung von Plasmodiophora Brassicæ (1899)
- (de) Ueber die Befruchtungsvorgänge bei einigen Dicotyledonen (1900)
- (de) Näheres über die Bildung der Spermakerne bei Lilium martagon (1910)

Navashin est l’abréviation botanique standard de Sergueï Navachine.
Consulter la liste des abréviations d'auteur en botanique ou la liste des plantes assignées à cet auteur par l'IPNI, la liste des champignons assignés par MycoBank, la liste des algues assignées par l'AlgaeBase et la liste des fossiles assignés à cet auteur par l'IFPNI.